# San Marino en el Festival de la Canción de Eurovisión 2022
San Marino participó en el LXVI Festival de la Canción de Eurovisión, que fue celebrado en Turín, Italia del 10 al 14 de mayo de 2022, tras la victoria de Måneskin con la canción «Zitti e buoni». La San Marino RTV, radiodifusora encargada de la participación sanmarinense en el festival, decidió crear una nueva preselección para seleccionar a su representante, organizando la final llamada «Una Voce Per San Marino». El festival fue celebrado entre el 13 y el 19 de febrero de 2022, dando como ganador al cantante italiano Achille Lauro con el tema rock «Stripper» compuesto por el junto a Daniele Dezi, Daniele Mungai, Davide Petrella, Federico De Marinis. Francesco Viscovo, Gregorio Calculli, Marco Lanciotti, Matteo Ciceroni, Mattia Cutolo y Simon Pietro Manzari.
Pasando un tanto desapercibido por las casas de apuestas, en el concurso San Marino compitió en la segunda semifinal, siendo eliminada tras obtener la 14.ª posición con un total de 50 puntos.

## Historia de San Marino en el Festival
San Marino es uno de los países que debutaron más recientemente, apareciendo por primera vez en la edición de Belgrado 2008. Desde entonces, el país ha participado 11 ocasiones en el concurso, siendo uno de los países con los peores resultados en el concurso, clasificando a la gran final solo en tres ocasiones: en 2014, 2019 y 2021. Su mejor resultado es la 19.ª posición del 2019 con el cantante Serhat. En 8 eliminaciones en semifinales, se posicionó en dos ocasiones en el último lugar de la semifinal.
En 2021, la cantante italiana de ascendencia eritrea Senhit, se colocó en 22.ª posición con 50 puntos en la gran final, con el tema «Adrenalina».

## Representante para Eurovisión

### Una Voce Per San Marino 2022
Previo a la final del Festival de la Canción de Eurovisión 2021, el 5 de abril de 2021, San Marino confirmó su participación en el festival de Eurovisión de 2022 confirmando la organización de una final nacional para el país por segunda vez en la historia, llamada «Una Voce Per San Marino» («Una voz para San Marino», en español). La final fue anunciada por el Ministerio de Turismo del país, declarando que la preselección tentativamente tendría lugar en noviembre y que la canción sería revelada en una fecha posterior.
El 22 de septiembre de 2021, la SMRTV en una conferencia de prensa reveló el formato de la preselección, dividiendo a los participantes en dos categorías: Big y artistas emergentes y que la preselección tomaría dos meses de duración, iniciando con cástines en diciembre para culminar con la final el 19 de febrero de 2022 en Dogana. Ese mismo día se abrió el periodo de aplicaciones para la sección de artistas emergentes a través de la página de la SMRTV, pudiéndose presentar artistas de cualquier nacionalidad y con canciones en cualquier idioma que se apegaran a los requerimientos impuestos de la UER para poder competir en el Festival de Eurovisión. En enero de 2022, la SMRTV anunció que se habían recibido un total de 585 candidaturas, siendo invitados 299 provenientes de 30 países para participar durante la primera etapa de cástines de selección.

#### Sección de Artistas Emergentes
La sección de artistas emergentes tuvo un total de cuatro rondas compitiendo 299 artistas invitados para iniciar en la primera fase. En todas las rondas, los resultados fueron determinados por un panel de siete jueces: Roberta Faccani (cantante italiana de teatro musical), Emilio Munda (compositor, letrista y productor italiano), Roberto Costa (bajista, ingeniero de sonido y productor italiano) y Steve Lyon (productor e ingeniero de sonido británico), quienes fueron anunciados el 16 de noviembre de 2021, junto a Maurizio Raimo (mánager y productor de grabación italiano), Nabuk (productor y músico italiano) y Mimmo Paganelli (productor italiano), anunciados el 31 de diciembre de 2021.
El formato de esta sección consistió primeramente en una serie de audiciones durante dos periodos de una semana cada uno donde se seleccionaron a 66 artistas participantes en las galas. Los 66 concursantes fueron divididos en la segunda ronda en cuatro semifinales: las tres primeras con 20 concursantes extranjeros cada uno y la cuarta con los seis participantes sanmarinenses. El top 3 de las cuatro semifinales avanzaron directamente a la gran final, mientras los intérpretes posicionados del 4to al 8vo puesto en las tres primeras semifinales avanzaron a la ronda de Segunda Oportunidad.
En la Segunda Oportunidad actuaron 15 participantes, siendo seleccionados el Top 5 para avanzar a la final. De esta forma, en la final de la sección participaron un total de 17 concursantes, siendo seleccionados los nueve mejores para la gran final del concurso junto a los participantes Big directamente seleccionados por la SMRTV.

##### Cástines
La ronda de audiciones tuvo lugar en el Teatro Titano de la Ciudad de San Marino del 13 al 17 de diciembre de 2021 y entre el 3 y el 11 de enero de 2022. 299 participantes fueron invitados a las audiciones. Un panel de siete jueces decidió a los concursantes que avanzaron a las semifinales, siendo anunciados el 17 de enero de 2022.

###### Artistas sanmarinenses
| - Alibi - Elisa Mazza | - Garon × Duan - Giada Pintori | - Ginevra Bencivenga - Giulia Vitri |

##### Semifinales

###### Semifinal 1
La primera semifinal tuvo lugar en el Teatro Titano en la Ciudad de San Marino el 13 de febrero de 2022. 17 canciones compitieron por 3 pases a la final y 5 pases a la Segunda Oportunidad por medio de una sola votación decidida por un panel de siete jueces. Inicialmente veinte concursantes iban a tomar lugar dentro de esta gala pero por razones desconocidas se ausentaron tres de ellos.
| N.º | Artista                 | Canción                       | Resultado           |
| --- | ----------------------- | ----------------------------- | ------------------- |
| 1   | Aaron Sibley            | «Pressure»                    | Finalista           |
| 2   | Alessandra Simone       | «A rabbia e favole»           |                     |
| 3   | Alessia Labate          | «World Falls Down»            | Segunda Oportunidad |
| 4   | Alice Burani            | «Mezzanotte e ventidue»       |                     |
| 5   | Anna Faragò             | «Randagia»                    | Segunda Oportunidad |
| 6   | Ashley                  | «In My Mind»                  |                     |
| 7   | Brenda                  | «Occhi di uranio»             |                     |
| 8   | Camille Cabaltera       | «Move 'Em Like You Never Did» | Finalista           |
| 9   | Daniel Mincone          | «In This World»               |                     |
| 10  | Daniela Pisciotta       | «Tic Tac»                     | Segunda Oportunidad |
| 11  | Davide Rossi            | «Wasted Love»                 |                     |
| 12  | Elena & Francesco Faggi | «Nothing Can Blow Me Out»     | Finalista           |
| 13  | Elisa Del Prete         | «Labirinto senza fine»        |                     |
| 14  | Ellynora                | «Cuerpo»                      |                     |
| 15  | Florent Amare           | «Libre»                       |                     |
| 16  | Frio                    | «A Noite Toda»                | Segunda Oportunidad |
| 17  | Elis Mraz               | «Imma Be»                     | Segunda Oportunidad |
|     | Allerija                |                               | Ausente             |
|     | Corinna Parodi          |                               | Ausente             |
|     | Diego Federico          |                               | Ausente             |

###### Semifinal 2
La segunda semifinal tuvo lugar en el Teatro Titano en la Ciudad de San Marino el 14 de febrero de 2022. 20 canciones compitieron por 3 pases a la final y 5 pases a la Segunda Oportunidad por medio de una sola votación decidida por un panel de siete jueces.
| N.º | Artista                       | Canción                             | Resultado           |
| --- | ----------------------------- | ----------------------------------- | ------------------- |
| 1   | Giada Varaschin               | «W.A.T. (What a Tragedy)»           | Segunda Oportunidad |
| 2   | Giorgio Borghes (Claudia F)   | «Time is Ticking»                   |                     |
| 3   | Gisele Abramoff               | «Higher Than Before»                | Segunda Oportunidad |
| 4   | I Koko                        | «Born to the River»                 |                     |
| 5   | Jessica Anne Condon           | «Water on the Ground»               |                     |
| 6   | João Paulo & Miguel           | «Amore, infinito amore»             |                     |
| 7   | Joe Romano & TheStolenClipper | «Hallelujah»                        |                     |
| 8   | Artika                        | «If You Love Me»                    | Finalista           |
| 9   | Kimberly Genil                | «Pink Skies»                        |                     |
| 10  | Kumi                          | «Freedom»                           | Segunda Oportunidad |
| 11  | Kurt Cassar                   | «Tears of Gold»                     | Finalista           |
| 12  | Le Bebae                      | «Fuori di te»                       |                     |
| 13  | Fritz                         | «Blessing»                          |                     |
| 14  | Lorenza Rocchiccioli          | «Non Mi Batte Mai Neanche il Cuore» | Finalista           |
| 15  | Arkadia                       | «Feed the Flies»                    |                     |
| 16  | Luca Veneri                   | «Dreams and Beliefs»                |                     |
| 17  | Luci Blu                      | «Bla Bla»                           |                     |
| 18  | Mad                           | «Gitana»                            | Segunda Oportunidad |
| 19  | Marco Saltari                 | «Settembre (e poi ciao)»            |                     |
| 20  | MeriCler                      | «Tiramisù»                          | Segunda Oportunidad |

###### Semifinal 3
La tercera semifinal tuvo lugar en el Teatro Titano en la Ciudad de San Marino el 15 de febrero de 2022. 19 canciones compitieron por 3 pases a la final y 5 pases a la Segunda Oportunidad por medio de una sola votación decidida por un panel de siete jueces. Inicialmente veinte concursantes iban a tomar lugar en esta semifinal, sin embargo la artista Muriel fue descalificada de la competencia por «comportamiento considerado como violación de las normas» según un comunicado de prensa.
| N.º | Artista                     | Canción                    | Resultado           |
| --- | --------------------------- | -------------------------- | ------------------- |
| 1   | Martina Gaetano             | «Coffee»                   | Segunda Oportunidad |
| 2   | Mate                        | «DNA»                      | Finalista           |
| 3   | Matilde Montanari           | «Diventerà realtà»         |                     |
| 4   | Matteo Giannaccini Gravante | «Read My Mind»             |                     |
| 5   | Nada & Sissi                | «Malware»                  | Segunda Oportunidad |
| 6   | OnlySara                    | «Rubik»                    |                     |
| 7   | Operapop                    | «Acqua nel deserto»        |                     |
| 8   | Oxa Sia                     | «Purple Sky»               |                     |
| 9   | Raymond                     | «Feelin' Broken»           | Finalista           |
| 10  | Riccardo Foresi             | «Fino al mattino»          |                     |
| 11  | Herré                       | «Petali»                   |                     |
| 12  | Basti                       | «Running»                  | Segunda Oportunidad |
| 13  | Thomas Grazioso             | «Dance»                    |                     |
| 14  | Snei Ap                     | «Viaggio»                  | Segunda Oportunidad |
| 15  | Tothem                      | «Celebrate»                |                     |
| 16  | Valentina Tioli             | «Never Looking Back»       |                     |
| 17  | Vanja V                     | «Hymn of Hope»             | Segunda Oportunidad |
| 18  | Veronica Liberati           | «Once More a Little Smile» |                     |
| 19  | Vina Rose                   | «Sweet Denial»             | Finalista           |
|     | Muriel                      |                            | Ausente             |

##### Semifinal de artistas sanmarinenses
La cuarta semifinal tuvo lugar en el Teatro Titano en la Ciudad de San Marino el 16 de febrero de 2022. 6 canciones por seis intérpretes originarios de San Marino compitieron por 3 pases a la final por medio de una sola votación decidida por un panel de siete jueces.
| N.º | Artista            | Canción           | Resultado |
| --- | ------------------ | ----------------- | --------- |
| 1   | Alibi              | «Cambiamento»     |           |
| 2   | Elisa Mazza        | «Gonna Do Me»     |           |
| 3   | Garon × Duan       | «Power»           | Finalista |
| 4   | Giada Pintori      | «Luce e Tenebre»  | Finalista |
| 5   | Ginevra Bencivenga | «Calma Apparente» |           |
| 6   | Giulia Vitri       | «Father and Son»  | Finalista |

##### Segunda Oportunidad
La segunda oportunidad tuvo lugar en el Teatro Titano en la Ciudad de San Marino el 17 de febrero de 2022. Participaron cinco temas provenientes de las tres primeras semifinales, totalizando 15 participantes, que compitieron por 5 pases a la final por medio de una sola votación decidida por un panel de siete jueces.
| N.º | Artista           | Canción                   | Resultado |
| --- | ----------------- | ------------------------- | --------- |
| 1   | Alessia Labate    | «World Falls Down»        | Finalista |
| 2   | Anna Faragò       | «Randagia»                |           |
| 3   | Daniela Pisciotta | «Tic Tac»                 |           |
| 4   | Elis Mraz         | «Imma Be»                 |           |
| 5   | Frio              | «A Noite Toda»            | Finalista |
| 6   | Giada Varaschin   | «W.A.T. (What a Tragedy)» |           |
| 7   | Gisele Abramoff   | «Higher Than Before»      |           |
| 8   | Kumi              | «Freedom»                 | Finalista |
| 9   | Mad               | «Gitana»                  |           |
| 10  | MeriCler          | «Tiramisù»                | Finalista |
| 11  | Martina Gaetano   | «Coffee»                  |           |
| 12  | Nada & Sissi      | «Malware»                 |           |
| 13  | Basti             | «Running»                 | Finalista |
| 14  | Snei Ap           | «Viaggio»                 |           |
| 15  | Vanja V           | «Hymn of Hope»            |           |

##### Final
La final tuvo lugar en el Teatro Titano en la Ciudad de San Marino el 18 de febrero de 2022. Participaron 12 temas ganadores de cada una de las cuatro semifinales y cinco temas ganadores de la Segunda Oportunidad, totalizando 17 participantes. La final se definió como en las anteriores rondas por una sola votación de un panel de siete jueces, avanzando los nueve más votados a la final de la Sección Big. El Top 3 de esta final recibieron como premio €7000, €2000 y €1000 respectivamente.
| N.º | Artista                 | Canción                             | Lugar | Total |
| --- | ----------------------- | ----------------------------------- | ----- | ----- |
| 1   | Aaron Sibley            | «Pressure»                          | 1     | 46    |
| 2   | Alessia Labate          | «World Falls Down»                  | 5     | 42    |
| 3   | Camille Cabaltera       | «Move 'Em Like You Never Did»       | 2     | 44    |
| 4   | Elena & Francesco Faggi | «Nothing Can Blow Me Out»           | 8     | 40    |
| 5   | Frio                    | «A Noite Toda»                      | 16    | 33    |
| 6   | Garon × Duan            | «Power»                             | 12    | 38    |
| 7   | Giada Pintori           | «Luce e Tenebre»                    | 15    | 34    |
| 8   | Giulia Vitri            | «Father and Son»                    | 17    | 29    |
| 9   | Artika                  | «If You Love Me»                    | 10    | 40    |
| 10  | Kumi                    | «Freedom»                           | 13    | 36    |
| 11  | Kurt Cassar             | «Tears of Gold»                     | 7     | 41    |
| 12  | Lorenza Rocchiccioli    | «Non Mi Batte Mai Neanche il Cuore» | 14    | 36    |
| 13  | MeriCler                | «Tiramisù»                          | 6     | 42    |
| 14  | Mate                    | «DNA»                               | 9     | 40    |
| 15  | Raymond                 | «Feelin' Broken»                    | 11    | 39    |
| 16  | Basti                   | «Running»                           | 3     | 44    |
| 17  | Vina Rose               | «Sweet Denial»                      | 4     | 43    |

#### Sección Big
El 8 de febrero de 2022, la SMRTV anunció a los diez participantes Big clasificados directamente a la final. Un día antes de la final, a través de una historia en Instagram, el cantante Blind confirmó su retiro de la competencia por motivos de salud.
- Achille Lauro
- Blind
- Burak Yeter & Alessandro Coli
- Cristina Ramos
- Farby & Labiuse junto a Miodio
- Francesco Monte
- Ivana Spagna
- Matteo Faustini
- Tony Cicco & Deshedus & Alberto Fortis
- Valerio Scanu

La sección consistió en una sola final donde los candidatos se someterían a una sola ronda de votación donde un panel de cinco jueces calificarían cada una de las candidaturas con una puntuación del 1 al 10. Después de las votaciones, quien sumara más votos sería declarado ganador y representante de San Marino en el Festival de Eurovisión.
El panel de jueces fue anunciado un día antes de la final siendo conformado por:
- Mogol – Presidente del jurado – letrista
- Simon Lee – conductor, compositor y arreglista
- Clarissa Martinelli – presentadora en Radio Bruno
- Susanne Georgi – cantante y representante de Andorra en el Festival de Eurovisión 2009
- Dino Stewart – Director gerente de BMG Italy

##### Final
La gran final de la sección Big tuvo lugar en el Nuovo Teatro en Dogana el 19 de febrero de 2022, siendo presentado por Senhit y Jonathan Kashanian. Concursaron 9 artistas provenientes de la sección de artistas emergentes y 9 clasificados directamente, totalizando 18 participantes. En la final solo fueron anunciados el Top 3 de la competencia: el ganador de la sección emergente, el británico Aaron Sibley obtuvo el tercer lugar, el dúo del DJ turco Burak Yeter junto al italiano Alessandro Coli obtuvo el segundo lugar y finalmente, fue declarado ganador el italiano Achille Lauro con el tema rock «Stripper». Los resultados completos de la final fueron revelados días después, dándole la victoria a Lauro con 41 puntos, un punto de diferencia con el segundo lugar y dos puntos con el tercero.
| N.º | Artista                               | Canción                         | Lugar | Total |
| --- | ------------------------------------- | ------------------------------- | ----- | ----- |
| 1   | Elena & Francesco Faggi               | «Nothing Can Blow Me Out»       | 11    | 31    |
| 2   | Matteo Faustini                       | «L'ultima parola»               | 5     | 35    |
| 3   | Aaron Sibley                          | «Pressure»                      | 3     | 39    |
| 4   | Ivana Spagna                          | «Seriously in Love»             | 4     | 37    |
| 5   | Vina Rose                             | «Sweet Denial»                  | 7     | 34    |
| 6   | Cristina Ramos                        | «Heartless Game»                | 11    | 31    |
| 7   | Alessia Labate                        | «World Falls Down»              | 17    | 27    |
| 8   | Achille Lauro                         | «Stripper»                      | 1     | 41    |
| 9   | Mate                                  | «DNA»                           | 17    | 27    |
| 10  | Tony Cicco, Deshedus & Alberto Fortis | «Sono un uomo»                  | 9     | 33    |
| 11  | Basti                                 | «Running»                       | 11    | 31    |
| 12  | Francesco Monte                       | «Mi ricordo di te (Adrenalina)» | 5     | 35    |
| 13  | Kurt Cassar                           | «Tears of Gold»                 | 16    | 30    |
| 14  | Valerio Scanu                         | «Io credo»                      | 11    | 31    |
| 15  | MeriCler                              | «Tiramisù»                      | 9     | 33    |
| 16  | Burak Yeter junto a Alessandro Coli   | «More Than You»                 | 2     | 40    |
| 17  | Camille Cabaltera                     | «Move 'Em Like You Never Did»   | 7     | 34    |
| 18  | Fabry & Labiuse junto a Miodio        | «Blu»                           | 11    | 31    |

## En Eurovisión
De acuerdo a las reglas del festival, todos los concursantes iniciaron desde las semifinales, a excepción del anfitrión (en este caso, Italia) y el Big Five compuesto por Alemania, España, Francia, la misma Italia y Reino Unido. En el sorteo realizado el 25 de enero de 2022, San Marino fue sorteada en la primera semifinal del festival. En este mismo sorteo, se determinó que participaría en la primera mitad de la semifinal (posiciones 1-9). Semanas después, ya conocidos los artistas y sus respectivas canciones participantes, la producción del programa dio a conocer el orden de actuación, determinando que el país participaría en la séptima posición, precedida por Malta y seguida de Australia.
Los comentarios para San Marino corrieron por decimosegunda ocasión consecutiva por parte de Lia Fiorio y Gigi Restivo tanto en la transmisión por radio como por televisión. La portavoz de la puntuación sanmarinense en la votación del jurado fue la cantante y participante de la preselección Una Voce Per San Marino 2022, Labiuse.

### Semifinal 2

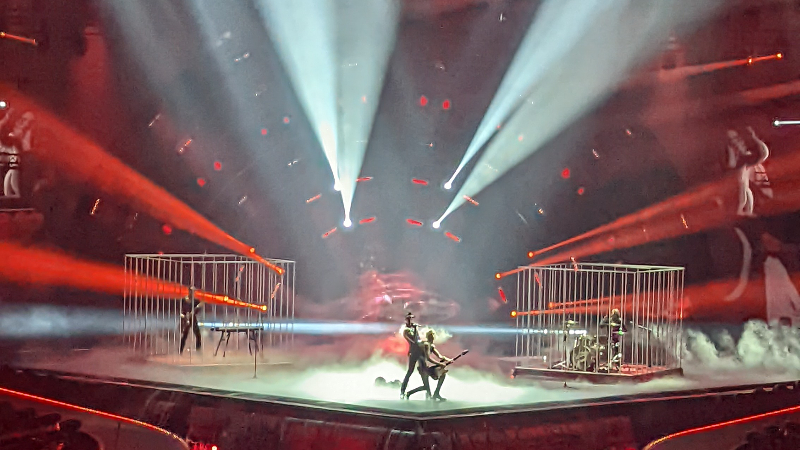
Achille Lauro durante la segunda semifinal.

Achille Lauro tomó parte de los ensayos los días 2 y 5 de mayo así como de los ensayos generales con vestuario de la segunda semifinal los días 11 y 12 de mayo. El ensayo general de la tarde del 11 fue tomado en cuenta por los jurados profesionales para emitir sus votos, que representaron el 50% de los puntos. San Marino se presentó en la posición 7, detrás de Australia y por delante de Malta.
La actuación sanmarinense tuvo a Achille Lauro acompañado de cinco músicos: un bajista, dos guitarristas, un tecladista y un baterista, estos dos últimos dentro de jaulas en el escenario. San Marino inició usando la pantalla secundaria de focos LED creando distintos juegos de luces en tonos rojos y blancos, mientras Achille interpretaba la canción interactuando constantemente con uno de sus guitarristas. Al final de la actuación, Lauro se montó sobre un toro mecánico mientras se hizo uso de pirotecnia y distintos efectos de iluminación.
Al final del show, San Marino no fue anunciada como uno de los países clasificados para la gran final. Los resultados revelados una vez terminado el festival, posicionaron a San Marino en 14° lugar de la semifinal con un total de 50 puntos, habiendo obtenido la decimosegunda posición del público con 29 puntos y el 13° lugar del jurado profesional con 21 puntos, incluyendo la máxima puntuación del jurado de Bélgica.

### Votación

#### Puntuación a San Marino
| Jurado      | Jurado                | Jurado                 | Jurado              | Jurado   |
| 12 puntos   | 10 puntos             | 8 puntos               | 7 puntos            | 6 puntos |
| ----------- | --------------------- | ---------------------- | ------------------- | -------- |
| - Bélgica   |                       |                        |                     |          |
| 5 puntos    | 4 puntos              | 3 puntos               | 2 puntos            | 1 punto  |
| - Finlandia |                       |                        | - Polonia - Rumania |          |
| Televoto    |                       |                        |                     |          |
| 12 puntos   | 10 puntos             | 8 puntos               | 7 puntos            | 6 puntos |
|             |                       | - Malta                |                     |          |
| 5 puntos    | 4 puntos              | 3 puntos               | 2 puntos            | 1 punto  |
| - Australia | - Finlandia - Polonia | - España - Reino Unido | - Rumania           |          |

#### Votación realizada por San Marino[30][31]
| Puntos    | Jurado          | Televoto        |
| --------- | --------------- | --------------- |
| 12 puntos | Suecia          | Serbia          |
| 10 puntos | Australia       | Suecia          |
| 8 puntos  | Polonia         | Rumania         |
| 7 puntos  | Estonia         | Australia       |
| 6 puntos  | República Checa | República Checa |
| 5 puntos  | Bélgica         | Polonia         |
| 4 puntos  | Azerbaiyán      | Chipre          |
| 3 puntos  | Finlandia       | Finlandia       |
| 2 puntos  | Serbia          | Israel          |
| 1 punto   | Malta           | Bélgica         |

| Puntos    | Jurado      | Televoto    |
| --------- | ----------- | ----------- |
| 12 puntos | España      | Ucrania     |
| 10 puntos | Grecia      | España      |
| 8 puntos  | Reino Unido | Serbia      |
| 7 puntos  | Azerbaiyán  | Grecia      |
| 6 puntos  | Australia   | Reino Unido |
| 5 puntos  | Suecia      | Italia      |
| 4 puntos  | Polonia     | Moldavia    |
| 3 puntos  | Italia      | Suecia      |
| 2 puntos  | Ucrania     | Noruega     |
| 1 punto   | Suiza       | Rumania     |

##### Desglose
| Semifinal 2 | Semifinal 2         | Semifinal 2                | Semifinal 2                | Semifinal 2                | Semifinal 2                |
| N.º         | País                | Jurado                     | Jurado                     | Televoto                   | Televoto                   |
| N.º         | País                | Ranking                    | Puntos                     | Ranking                    | Puntos                     |
| ----------- | ------------------- | -------------------------- | -------------------------- | -------------------------- | -------------------------- |
| 01          | Finlandia           | 8                          | 3                          | 8                          | 3                          |
| 02          | Israel              | 11                         |                            | 9                          | 2                          |
| 03          | Serbia              | 9                          | 2                          | 1                          | 12                         |
| 04          | Azerbaiyán          | 7                          | 4                          | 15                         |                            |
| 05          | Georgia             | 14                         |                            | 14                         |                            |
| 06          | Malta               | 10                         | 1                          | 11                         |                            |
| 07          | San Marino          | -------------------------- | -------------------------- | -------------------------- | -------------------------- |
| 08          | Australia           | 2                          | 10                         | 4                          | 7                          |
| 09          | Chipre              | 17                         |                            | 7                          | 4                          |
| 10          | Irlanda             | 15                         |                            | 13                         |                            |
| 11          | Macedonia del Norte | 13                         |                            | 16                         |                            |
| 12          | Estonia             | 4                          | 7                          | 12                         |                            |
| 13          | Rumania             | 12                         |                            | 3                          | 8                          |
| 14          | Polonia             | 3                          | 8                          | 6                          | 5                          |
| 15          | Montenegro          | 16                         |                            | 17                         |                            |
| 16          | Bélgica             | 6                          | 5                          | 10                         | 1                          |
| 17          | Suecia              | 1                          | 12                         | 2                          | 10                         |
| 18          | República Checa     | 5                          | 6                          | 5                          | 6                          |

##### Incidentes en la votación
En un comunicado emitido durante la transmisión de la final, la UER reveló que durante la presentación del jurado de la segunda semifinal el 11 de mayo de 2022, seis jurados nacionales, incluyendo el jurado sanmarinense, se descubrió que tenían patrones de votación irregulares. Como resultado, sus votaciones fueron anuladas y sustituidas para la segunda semifinal y la final en función de países con patrones de votación similares según lo determinado por los bombos en los que se colocaron los países para el sorteo de asignación de semifinales en enero y sin afectar las votaciones del televoto. Las emisoras belgas VRT y RTBF informaron más tarde que los jurados de los países involucrados habían llegado a acuerdos para votarse entre ellos.
El 19 de mayo, la UER emitió un comunicado explicando lo sucedido. Los auditores independientes de la votación de la UER detectaron un patrón irregular en las puntuaciones otorgadas por los jurados de seis países participantes en la segunda semifinal: Azerbaiyán, Georgia, Montenegro, Polonia, Rumanía y San Marino. En el caso de San Marino, Achille Lauro recibió en la votación de los otros 5 países involucrados un total de 43 puntos (promediando 8.60 puntos por país) y la máxima puntuación (12 puntos) de Polonia y Rumania; mientras que en la votación de los otros 15 países recibió 17 puntos de solo dos países.
Dada la naturaleza de este incidente, la UER decidió ejercer su derecho a eliminar los votos emitidos por los seis jurados en cuestión a partir de la asignación de clasificación en la Gran Final para preservar la integridad del sistema de votación. A continuación se desglosa la votación anulada del jurado polaco, resaltando a los países involucrados en la votación irregular:
| Votación anulada en la Semifinal 2 | Votación anulada en la Semifinal 2 | Votación anulada en la Semifinal 2 | Votación anulada en la Semifinal 2 | Votación anulada en la Semifinal 2 | Votación anulada en la Semifinal 2 | Votación anulada en la Semifinal 2 | Votación anulada en la Semifinal 2 | Votación anulada en la Semifinal 2 |
| N.º                                | País                               | Jurado                             | Jurado                             | Jurado                             | Jurado                             | Jurado                             | Jurado                             | Jurado                             |
| N.º                                | País                               | Jurado A                           | Jurado B                           | Jurado C                           | Jurado D                           | Jurado E                           | Ranking                            | Puntos                             |
| ---------------------------------- | ---------------------------------- | ---------------------------------- | ---------------------------------- | ---------------------------------- | ---------------------------------- | ---------------------------------- | ---------------------------------- | ---------------------------------- |
| 01                                 | Finlandia                          | 14                                 | 12                                 | 10                                 | 16                                 | 17                                 | 15                                 |                                    |
| 02                                 | Israel                             | 15                                 | 5                                  | 11                                 | 5                                  | 10                                 | 9                                  | 2                                  |
| 03                                 | Serbia                             | 7                                  | 3                                  | 14                                 | 9                                  | 3                                  | 6                                  | 5                                  |
| 04                                 | Azerbaiyán                         | 5                                  | 9                                  | 9                                  | 1                                  | 5                                  | 5                                  | 6                                  |
| 05                                 | Georgia                            | 8                                  | 2                                  | 1                                  | 4                                  | 1                                  | 2                                  | 10                                 |
| 06                                 | Malta                              | 16                                 | 17                                 | 16                                 | 10                                 | 11                                 | 16                                 |                                    |
| 07                                 | San Marino                         | --------------------------         | --------------------------         | --------------------------         | --------------------------         | --------------------------         | --------------------------         | --------------------------         |
| 08                                 | Australia                          | 2                                  | 8                                  | 12                                 | 7                                  | 8                                  | 7                                  | 4                                  |
| 09                                 | Chipre                             | 17                                 | 10                                 | 8                                  | 12                                 | 9                                  | 13                                 |                                    |
| 10                                 | Irlanda                            | 9                                  | 13                                 | 13                                 | 13                                 | 13                                 | 14                                 |                                    |
| 11                                 | Macedonia del Norte                | 13                                 | 14                                 | 17                                 | 14                                 | 16                                 | 17                                 |                                    |
| 12                                 | Estonia                            | 6                                  | 11                                 | 6                                  | 15                                 | 12                                 | 10                                 | 1                                  |
| 13                                 | Rumania                            | 1                                  | 1                                  | 3                                  | 3                                  | 6                                  | 1                                  | 12                                 |
| 14                                 | Polonia                            | 10                                 | 4                                  | 2                                  | 2                                  | 4                                  | 3                                  | 8                                  |
| 15                                 | Montenegro                         | 3                                  | 6                                  | 7                                  | 6                                  | 2                                  | 4                                  | 7                                  |
| 16                                 | Bélgica                            | 11                                 | 15                                 | 4                                  | 17                                 | 14                                 | 11                                 |                                    |
| 17                                 | Suecia                             | 12                                 | 7                                  | 5                                  | 8                                  | 7                                  | 8                                  | 3                                  |
| 18                                 | República Checa                    | 4                                  | 16                                 | 15                                 | 11                                 | 15                                 | 12                                 |                                    |